# Andrzej Jeziorski
Andrzej Franciszek Ksawery Jeziorski (ur. 23 grudnia 1922 w Warszawie, zm. 31 stycznia 2018 w Londynie) – polski lotnik, pilot samolotów cywilnych i wojskowych, podpułkownik, uczestnik II wojny światowej, działacz kombatancki.

## Życiorys
We wrześniu 1939 przez Rumunię i Włochy przedostał się z rodziną do Paryża, gdzie podjął naukę w polskiej szkole średniej. W 1940 wstąpił do Szkoły Podchorążych Broni Pancernej, z którą po agresji Niemiec na Francję został ewakuowany do Wielkiej Brytanii. Po ukończeniu szkoły przez półtora roku odbywał służbę w wojskach pancernych. W 1942 rozpoczął szkolenie na pilota, po którym dołączył do 304 dywizjonu bombowego „Ziemi Śląskiej im. Ks. Józefa Poniatowskiego”. Był pilotem bombowca Vickers Wellington, w lotach bojowych spędził około 1600 godzin. Służbę zakończył w stopniu porucznika.
Po wojnie pozostał w Wielkiej Brytanii, uzyskując brytyjskie obywatelstwo. Do 1982 pracował w liniach lotniczych Britannia Airways, odbywając także loty pasażerskie. Wylatał łącznie ponad 23 tys. godzin. Zaangażował się również w działalność kombatancką. Był m.in. przewodniczącym zarządu Fundacji Stowarzyszenia Lotników Polskich w Londynie, w którym mieszkał.

## Odznaczenia
- Krzyż Komandorski z Gwiazdą Orderu Odrodzenia Polski – 2012 (w uznaniu wybitnych zasług w działalności na rzecz polonijnych środowisk kombatanckich)[5]
- Krzyż Komandorski Orderu Odrodzenia Polski – 2005 (za wybitne zasługi dla niepodległości Rzeczypospolitej Polskiej, za upamiętnianie udziału polskich lotników w działaniach na frontach II wojny światowej oraz za działalność społeczną)[6]
- Krzyż Kawalerski Orderu Odrodzenia Polski – 1990[7]
- Krzyż Komandorski Orderu Zasługi Rzeczypospolitej Polskiej – 1998[8]
- Medal Lotniczy[2]